# A.R.S.R. Skadi

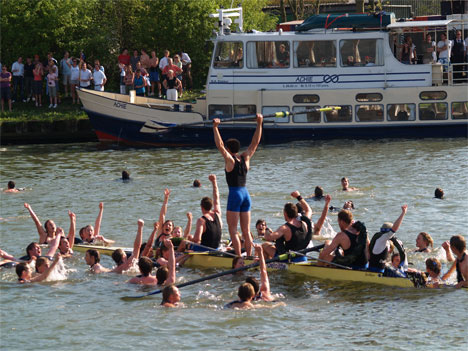
Skadi wint de 124ste Varsity

De Algemene Rotterdamse Studenten Roeivereniging "Skadi" is een van de vier roeiverenigingen uit de Nederlandse stad Rotterdam die is opgericht als subvereniging van het Rotterdamsche studentencorps RSC, later R.S.C./R.V.S.V. Zij is wel de enige studentenroeivereniging van Rotterdam. De vereniging roeit op de Rotte en is gelegen aan het Noorderkanaal. Daarnaast heeft zij een deel van de vloot liggen bij de Willem-Alexander Baan te Zevenhuizen. Zij is in 1926 opgericht en kreeg in 1928 de naam R.S.R.V. "Skadi". 
Na eerst bij KR&ZV De Maas ingewoond te hebben, werd in 1949 een eigen loods betrokken, zodat er vanaf toen een geheel zelfstandig beleid kon worden gevoerd. Eenzelfde ontwikkeling is ook te zien bij de (R.V.S.V.) dames-roeivereniging R.V.S.R.V. Phecda, die, hoewel feitelijk al omstreeks 1940 begonnen, pas in 1967 officieel werd opgericht. Na enige jaren van bloei is ze echter stilzwijgend in Skadi opgegaan. Ondertussen was er in 1961 de A.R.S.R. & Z.Hades opgericht, een studentenroeivereniging, die zijn bestaansrecht ontleende aan het feit dat bij Skadi niet-corporale leden niet mochten deelnemen aan wedstrijdroeien. Hades logeerde bij roeivereniging "Nautilus", maar had daar al spoedig te kampen met een gebrek aan ruimte.
Ook Skadi had problemen met de huisvesting, omdat zij door de aanleg van het Kleinpolderplein moest verhuizen. Dit leidde in 1968 tot de bouw van de loods aan de Noorderkanaalweg, alwaar in de ene vleugel Skadi / Phecda werden gevestigd, en in de andere Hades. In dat jaar kwam tevens bootsman Dhr. Lievense, die jarenlang de vloot heeft onderhouden. (In 1947 werd de eerste boot gedoopt). Ondanks de oorspronkelijk grote rivaliteit bleek dat ook hier "eendracht maakt macht" gold, zodat in 1976 beide verenigingen fuseerden tot de Algemene Rotterdamse Studenten Roeivereniging "Skadi". Voor het schrijven van een nieuw verenigingslied werd het oud-lid Hein Polzer benaderd, beter bekend als Drs. P. Deze schreef kosteloos het nieuwe Skadi-lied.

## Lijst van Varsity-overwinningen
Oude Vier overwinningen Skadi
- 1981 Houck, Oosterloo, Boevé, Lycklama, Roos

- 1992 Oelderik, Koppelaars, Wiltenburg, Maasdijk, Overman

- 2001 Schuuring, Kleinlugtenbelt, Vergunst, van der Horst, Santana

- 2006 Kuiper, Haen, van Andel, Steenman, Gadiot

- 2007 Kuiper, Haen, van Andel, Steenman, Gadiot

- 2008 Kuiper, Haen, van Andel, Steenman, Gadiot

- 2009 Kuiper, Haen, van Andel, Steenman, Gadiot

- 2010 van Andel, Haen, Kuiper, Steenman, de Langen

- 2015 Fox, von Bönninghausen, Tissen, Spillenaar Bilgen, Kamp

Dames Vier overwinningen Skadi
- 2023 van Nieuwenhuizen, Keijser, von Hebel, van Aanholt

## Roeiwedstrijden
Skadi organiseert op landelijk niveau meerdere roeiwedstrijden in verschillende disciplines, zoals:
- De Westelijke Regatta, een raceroeiwedstrijd over 2 kilometer, gezamenlijk met diverse Zuid-Hollandse roeiverenigingen,
- De Rottebokaal, een wedstrijd voor competitieroeiers over verschillende afstanden,
- De Rotterdam Harbour Races, een coastal rowing wedstrijd tijdens de Wereldhavendagen bij de Erasmusbrug, samen met de K.R.Z.V. 'De Maas',
- De Erasmussprints, een 500m sprintwedstrijd op de avond voorafgaand aan de Westelijke Regatta, samen met de K.R.Z.V. 'De Maas'.